# Lactarius atroviridis
Mleczaj (Lactarius atroviridis Peck) – gatunek grzybów należący do rodziny gołąbkowatych (Russulaceae). W Polsce nie występuje.

## Systematyka
Pozycja w klasyfikacji według Index Fungorum: Lactarius, Russulaceae, Russulales, Incertae sedis, Agaricomycetes, Agaricomycotina, Basidiomycota, Fungi.
Po raz pierwszy został zdiagnozowany systematycznie przez Charlesa Pecka w „Annual report of the Trustees of the State Museum of Natural History” z 1889. Takson ten był także opisywany pod synonimem Lactifluus atroviridis (Peck) Kuntze 1898. Synonim: Lactifluus atroviridis (Peck) Kuntze, Revis 1898.

## Morfologia
Grzyby mykoryzowe rozwijające się w glebie i wytwarzające naziemne owocniki złożone z kapelusza i trzonu, których miąższ zbudowany jest z kulistawych komórek (sferocytów) powodujących ich specyficzną kruchość i nieregularny przełam.
Kapelusz
Średnicy 6–10 cm, barwy ciemnozielonej, często plamiście strefowany, mięsisty, wgłębiony centralnie, o filcowatej powierzchni.
Hymenofor
Blaszkowy, blaszki białawe, czasami pokryte zielonymi plamkami lub o zielonym ostrzu, raczej gęsto rozstawione, przyrośnięte lub zbiegające na trzon.
Trzon
Cylindryczny, długości 2,5–5 cm, średnicy 1,3–2 cm barwy kapelusza lub jaśniejszy i pokryty plamkami, krótki, pusty w środku, suchy.
Miąższ
Białawy, zwarty, wydzielający białe mleczko o ostrym smaku.
Zarodniki
Kulistawe, o średnicy ok. 7,6 μm, żółtawo zabarwione, amyloidalne.